# Nikki Stone
Nicole "Nikki" Stone (Princeton, 4 februari 1971) is een voormalig freestyleskiester uit de Verenigde Staten. Ze vertegenwoordigde haar vaderland op de Olympische Winterspelen 1994 in Lillehammer en de Olympische Winterspelen 1998 in Nagano.
In 1996 liep Stone een dwarslaesie op en haar doktoren dachten dat ze nooit meer zou kunnen skiën. Echter 18 maanden later wist ze als eerste Amerikaan een gouden olympische medaille te behalen op het onderdeel aerials.
Stone is de schrijfster van het boek 'When Turtles Fly: Secrets of Successfull People Who Know How to Stick Their Necks Out'. In haar boek schrijft ze over haar inspirerende verhalen die van verschillende andere succesvolle individuen, waaronder prins Albert van Monaco, vijfvoudig olympisch kampioen turnen Nadia Comăneci, modeontwerper Tommy Hilfiger, miljardair Vinod Khosla en olympisch kampioen alpineskiën Lindsey Vonn.

## Resultaten

### Olympische Winterspelen
| Jaar | Plaats      | Resultaten  |
| ---- | ----------- | ----------- |
| 1994 | Lillehammer | 13e Aerials |
| 1998 | Nagano      | Aerials     |

### Wereldkampioenschappen
| Jaar | Plaats                | Resultaten  |
| ---- | --------------------- | ----------- |
| 1993 | Altenmarkt-Zauchensee | 4e Aerials  |
| 1995 | La Clusaz             | Aerials     |
| 1997 | Nagano                | 10e Aerials |
| 1999 | Meiringen-Hasliberg   | Aerials     |

### Wereldbeker
Eindklasseringen
| Seizoen   | Algemeen         | Aerials          |
| --------- | ---------------- | ---------------- |
| 1991/1992 | 25e 5,00 punten  | 9e 42,00 punten  |
| 1992/1993 | 17e 86,00 punten | · 516,00 punten  |
| 1993/1994 | 15e 86,00 punten | · 688,00 punten  |
| 1994/1995 | 6e 97,00 punten  | · 776,00 punten  |
| 1995/1996 | 13e 87,00 punten | 4e 784,00 punten |
| 1996/1997 | 18e 82,00 punten | 6e 660,00 punten |
| 1997/1998 | · 98,00 punten   | · 668,00 punten  |
| 1998/1999 | · 95,00 punten   | · 284,00 punten  |

Wereldbekerzeges
| Datum            | Plaats             | Onderdeel |
| ---------------- | ------------------ | --------- |
| 1 maart 1992     | Inawashiro         | Aerials   |
| 15 januari 1995  | Breckenridge       | Aerials   |
| 22 januari 1995  | Le Relais          | Aerials   |
| 24 februari 1995 | Kirchberg          | Aerials   |
| 4 maart 1995     | Lillehammer        | Aerials   |
| 20 januari 1996  | Breckenbridge      | Aerials   |
| 1 augustus 1997  | Mount Buller       | Aerials   |
| 12 december 1997 | Tignes             | Aerials   |
| 17 december 1997 | Piancavallo        | Aerials   |
| 25 januari 1998  | Whistler Blackcomb | Aerials   |
| 25 januari 1999  | Heavenly           | Aerials   |